# Мортанч
Мортанч (нем. Mortantsch) — коммуна (нем. Gemeinde) в Австрии, в федеральной земле Штирия. 
Входит в состав округа Вайц.  Население составляет 1987 человек (на 31 декабря 2005 года). Занимает площадь 17,58 км². Официальный код  —  61730.

## Политическая ситуация
Бургомистр коммуны — Алойс Брайслер (АНП) по результатам выборов 2005 года.
Совет представителей коммуны (нем. Gemeinderat) состоит из 15 мест.
- АНП занимает 8 мест.
- СДПА занимает 7 мест.